# Football League First Division 1892/1893
Football League First Division 1892/1893 spelades mellan 3 september 1892 och 17 april 1893 och var den femte säsongen av The Football League. Ligan hade för året utökats med en andra division, Football League Second Division, som omfattade tolv lag. Den första divisionen, Football League First Division, hade dessutom utökats från fjorton till sexton lag. Sunderland vann division 1 och blev därmed engelska ligamästare för andra gången och för andra året i rad, med Preston North End och Everton på andra respektive tredje plats. 
Efter säsongens slut var de tre sist placerade lagen, Notts County, Accrington och Newton Heath, tvungna att kvalspela i så kallade testmatcher mot de tre bäst placerade lagen i division 2, Small Heath, Sheffield United och Darwen, för att avgöra vilka tre lag som skulle spela i division 1 nästa säsong. De tre lag som kvalificerade sig till spel division 1 kommande säsong var Darwen, Sheffield United och Newton Heath.

## Säsongssammanfattning
Den femte säsongen av The Football League var den första då ligan enbart bestod av två divisioner, Football League First Division (Division 1) och Football League Second Division (Division 2). Division 1 hade utökats till 16 lag och det nybildade Division 2 bestod av 12 lag. Säsongen inleddes med att Preston North End vann samtliga sina fem inledande matcher och ta en tidig serieledning med de blivande mästarna, Sunderland, på andra plats efter tre vinster och en oavgjord på de inledande fyra matcherna. Den 8 december, då halva serien spelats, så ledde Preston fortfarande med 23 poäng, två före Sunderland som dock hade två matcher mindre spelade, och med The Wednesday på tredje plats ytterligare två poäng efter. Sunderland gick förbi Preston och upp i ligaledning för första gången den 3 januari, båda lagen hade samma poäng (29) med Sunderland före på bättre målkvot och med en match mindre spelad. Det var en ledning som Sunderland aldrig släppte, istället utökde de sitt försprång och vann slutligen ligan med elva poäng. Ligamästerskapet  avgjordes definitivt den 3 april då Preston enbart spelade oavgjort, 0-0, hemma mot bottenlaget Accrington och därmed förlorade den sista möjligheten att gå ifatt Sunderland som ledde ligan med nio poäng då Preston enbart hade fyra matcher kvar att spela. 
Sunderland blev med totalt 48 poäng Engelska ligamästare för andra året i rad och för andra gången i klubbens historia. Tvåa blev Preston på 37 poäng, hela elva poäng efter, med Everton trea på 36 poäng.
I bottenstriden var Newton Heath fast förankrat i botten under hela säsongen, med Accrington på näst sista plats under större delen av våren. Kampen om att undvika den sista kvalsplatsen stod mellan Notts County och Derby County, där Derby hela tiden låg före och där Notts County inte mäktade ta sig förbi. Avgörandet till Derbys fördel kom den 8 april då laget lyckades spela oavgjort mot Sunderland och därmed säkra den poäng som behövdes för att undvika kvalspel.
Vid säsongens slut var de tre sämst placerade lagen Notts County på fjortonde plats med 27 poäng, följt av West Bromwich på femtonde plats med 24 poäng och Newton Heath på sextonde och sista plats med 18 poäng. Dessa tre lag blev därmed tvungna att kvalspela i så kallade testmatcher mot de tre bästa lagen i division 2. Kvalspelet innebar att laget som slutat trea från botten i division 1 fick möta laget på tredje plats i division 2, tvåan från botten av division 1 fick möta tvåan från division 2 och sista laget i division 1 fick möta trean i division 2 i direkt avgörande matcher på neutral plan.

### Test matcher/kval
Reglerna för kvalspelet var att om division 1 lagen vann sina respektive matcher skulle de vara kvalificerade att fortsätta i division 1 kommande säsong. Om lagen från division 2 vann skulle de gå igenom en process för att söka inval till Division 1. Förlorarna skulle spela i division 2 till kommande säsong.
|  | 1893-04-22 | Small Heath (Mästare i div 2) | 1–1 | Newton Heath (16:e i div 1) |  |  |
|  |            |                               |     |                             |  |  |
|  |            |                               |     |                             |  |  |
|  |            |                               |     |                             |  |  |

|  | 1893-04-22 | Darwen (Trea i div 2) | 3–2 | Notts County (14:e i div 1) |  |  |
|  |            |                       |     |                             |  |  |
|  |            |                       |     |                             |  |  |
|  |            |                       |     |                             |  |  |

|  | 1893-04-22 | Sheffield United (Tvåa i div 2) | 1–0 | Accrington (15:e i div 1) |  |  |
|  |            |                                 |     |                           |  |  |
|  |            |                                 |     |                           |  |  |
|  |            |                                 |     |                           |  |  |

|  | 1893-04-27, omspel | Newton Heath (15:e div 1) | 5–2 | Small Heath (Mästare div 2) |  |  |
|  |                    |                           |     |                             |  |  |
|  |                    |                           |     |                             |  |  |
|  |                    |                           |     |                             |  |  |

Av vinnarna blev Darwen och Sheffield United invalda till division 1, medan Newton Heath (senare kända som Manchester United) kvarstod i division 1.
Av förlorarna fortsatte Small Heath (senare kända som Birmingham City) och Notts County i division 2, medan Accrington valde att dra sig ur ligaspelet helt och hållet.

## Sluttabell
Tabell och matchresult från Engelska ligan division 1 säsongen 1892/1893.
| Nr | Lag                     | S  | V  | O  | F  | GM  | IM | MS  | P  |
| -- | ----------------------- | -- | -- | -- | -- | --- | -- | --- | -- |
| 1  | Sunderland              | 30 | 22 | 4  | 4  | 100 | 36 | +64 | 48 |
| 2  | Preston North End       | 30 | 17 | 3  | 10 | 57  | 39 | +18 | 37 |
| 3  | Everton                 | 30 | 16 | 4  | 10 | 74  | 51 | +23 | 36 |
| 4  | Aston Villa             | 30 | 16 | 3  | 11 | 73  | 62 | +11 | 35 |
| 5  | Bolton Wanderers        | 30 | 13 | 6  | 11 | 56  | 55 | +1  | 32 |
| 6  | Burnley                 | 30 | 13 | 4  | 13 | 51  | 44 | +7  | 30 |
| 7  | Stoke                   | 30 | 12 | 5  | 13 | 58  | 48 | +10 | 29 |
| 8  | West Bromwich           | 30 | 12 | 5  | 13 | 58  | 69 | −11 | 29 |
| 9  | Blackburn Rovers        | 30 | 8  | 13 | 9  | 47  | 56 | −9  | 29 |
| 10 | Nottingham Forest       | 30 | 10 | 8  | 12 | 48  | 52 | −4  | 28 |
| 11 | Wolverhampton Wanderers | 30 | 12 | 4  | 14 | 47  | 68 | −21 | 28 |
| 12 | The Wednesday           | 30 | 12 | 3  | 15 | 55  | 65 | −10 | 27 |
| 13 | Derby County            | 30 | 9  | 9  | 12 | 52  | 64 | −12 | 27 |
| 14 | Notts County            | 30 | 10 | 4  | 16 | 53  | 61 | −8  | 24 |
| 15 | Accrington              | 30 | 6  | 11 | 13 | 57  | 81 | −24 | 23 |
| 16 | Newton Heath            | 30 | 6  | 6  | 18 | 50  | 85 | −35 | 18 |

|  | Engelska ligamästare                                     |
|  | Fick kvalspela mot de bäst placerade lagen i Division 2. |

Om två lag hamnade på samma poäng så avgjordes placering genom målkvot (målskillnaden i tabellen ovan kan ses som information)

## Matchresultat
Matchresultat från säsongen 1892/1893.
| Hemma \ Borta           | ACC | ASV | BRO | BOL | BUR | DER | EVE | NHE | NFO | NCO | PNE | STO | SUN | WED | WBA | WOL  |
| Accrington              | —   | 1–1 | 1–1 | 1–1 | 0–4 | 0–3 | 0–3 | 2–2 | 1–1 | 4–2 | 1–2 | 5–2 | 0–6 | 4–2 | 5–4 | 4–0  |
| Aston Villa             | 6–4 | —   | 4–1 | 1–1 | 1–3 | 6–1 | 4–1 | 2–0 | 1–0 | 3–1 | 3–1 | 3–2 | 1–6 | 5–1 | 5–2 | 5–0  |
| Blackburn Rovers        | 3–3 | 2–2 | —   | 3–0 | 2–0 | 2–2 | 2–2 | 4–3 | 0–1 | 1–0 | 0–0 | 3–3 | 2–2 | 0–2 | 2–1 | 3–3  |
| Bolton Wanderers        | 5–2 | 5–0 | 2–1 | —   | 1–0 | 0–3 | 4–1 | 4–1 | 3–1 | 4–1 | 2–4 | 4–4 | 2–1 | 1–0 | 3–1 | 3–1  |
| Burnley                 | 1–3 | 0–2 | 0–0 | 3–0 | —   | 2–1 | 3–0 | 4–1 | 1–1 | 3–0 | 4–2 | 3–2 | 2–3 | 4–0 | 5–0 | 2–0  |
| Derby County            | 3–3 | 2–1 | 3–0 | 1–1 | 1–0 | —   | 1–6 | 5–1 | 2–3 | 4–5 | 1–2 | 1–0 | 1–1 | 2–2 | 1–1 | 2–2  |
| Everton                 | 1–1 | 1–0 | 4–0 | 3–0 | 0–1 | 5–0 | —   | 6–0 | 2–2 | 6–0 | 6–0 | 2–2 | 1–4 | 3–5 | 1–0 | 3–2  |
| Newton Heath            | 3–3 | 2–0 | 4–4 | 1–0 | 1–1 | 7–1 | 3–4 | —   | 1–3 | 1–3 | 2–1 | 1–0 | 0–5 | 1–5 | 2–4 | 10–1 |
| Nottingham Forest       | 3–0 | 4–5 | 0–1 | 2–0 | 2–2 | 1–0 | 2–1 | 1–1 | —   | 3–1 | 1–2 | 3–4 | 0–5 | 2–0 | 3–4 | 3–1  |
| Notts County            | 2–0 | 1–4 | 0–0 | 2–2 | 3–1 | 1–1 | 1–2 | 4–0 | 3–0 | —   | 3–1 | 0–1 | 3–1 | 0–1 | 8–1 | 3–0  |
| Preston North End       | 0–0 | 4–1 | 2–1 | 2–1 | 2–0 | 0–1 | 5–0 | 2–1 | 1–0 | 4–0 | —   | 2–1 | 1–2 | 4–1 | 1–1 | 4–0  |
| Stoke City              | 2–2 | 0–1 | 2–2 | 6–0 | 4–1 | 1–3 | 0–1 | 7–1 | 3–0 | 1–0 | 2–1 | —   | 0–1 | 2–0 | 1–2 | 2–1  |
| Sunderland              | 4–2 | 6–0 | 5–0 | 3–3 | 2–0 | 3–1 | 4–3 | 6–0 | 1–0 | 2–2 | 2–0 | 3–1 | —   | 4–2 | 8–1 | 5–2  |
| The Wednesday           | 5–2 | 5–3 | 0–3 | 4–2 | 2–0 | 3–3 | 0–2 | 1–0 | 2–2 | 3–2 | 0–5 | 0–1 | 3–2 | —   | 6–0 | 0–1  |
| West Bromwich Albion    | 4–0 | 3–2 | 1–2 | 1–0 | 7–1 | 3–1 | 3–0 | 0–0 | 2–2 | 4–2 | 0–1 | 1–2 | 1–3 | 3–0 | —   | 2–1  |
| Wolverhampton Wanderers | 5–3 | 2–1 | 4–2 | 1–2 | 1–0 | 2–1 | 2–4 | 2–0 | 2–2 | 3–0 | 2–1 | 1–0 | 2–0 | 2–0 | 1–1 | —    |

### Fotnoter
1. ↑  ”English League Leading Goalscorers” (på engelska). RSSSF. Arkiverad från originalet den 8 juni 2009. https://www.webcitation.org/5hNVhUxHC?url=http://www.rsssf.com/tablese/engtops.html#1947-1. Läst 15 november 2013.
2. 1 2  ”Fooball League 1892/93” (på engelska). www.footballsite.co.uk. Arkiverad från originalet den 11 november 2016. https://web.archive.org/web/20161111023237/http://footballsite.co.uk/Statistics/LeagueTables/Season1892-93/Div11892-93.htm. Läst 15 november 2013.
3. ↑  ”English Football League 1892-1893 : Table” (på engelska). www.statto.com. Arkiverad från originalet den 22 november 2013. https://web.archive.org/web/20131122145139/http://www.statto.com/football/stats/england/division-one-old/1892-1893. Läst 15 november 2013.
4. ↑  ”England 1892/93 First division” (på engelska). wildstat.com. http://wildstat.com/p/2301/ch/ENG_1_1892_1893/stg/all/tour/last. Läst 15 november 2013.
5. ↑  ”England 1892-93” (på engelska). Rec.Sport.Soccer Statistics Foundation. Arkiverad från originalet den 17 mars 2010. https://web.archive.org/web/20100317142413/http://www.rsssf.com/engpaul/FLA/1892-93.html. Läst 15 november 2013.
6. ↑  Ian Laschke: Rothmans Book of Football League Records 1888–89 to 1978–79. Macdonald and Jane’s, London & Sydney, 1980.